# Pastophoria

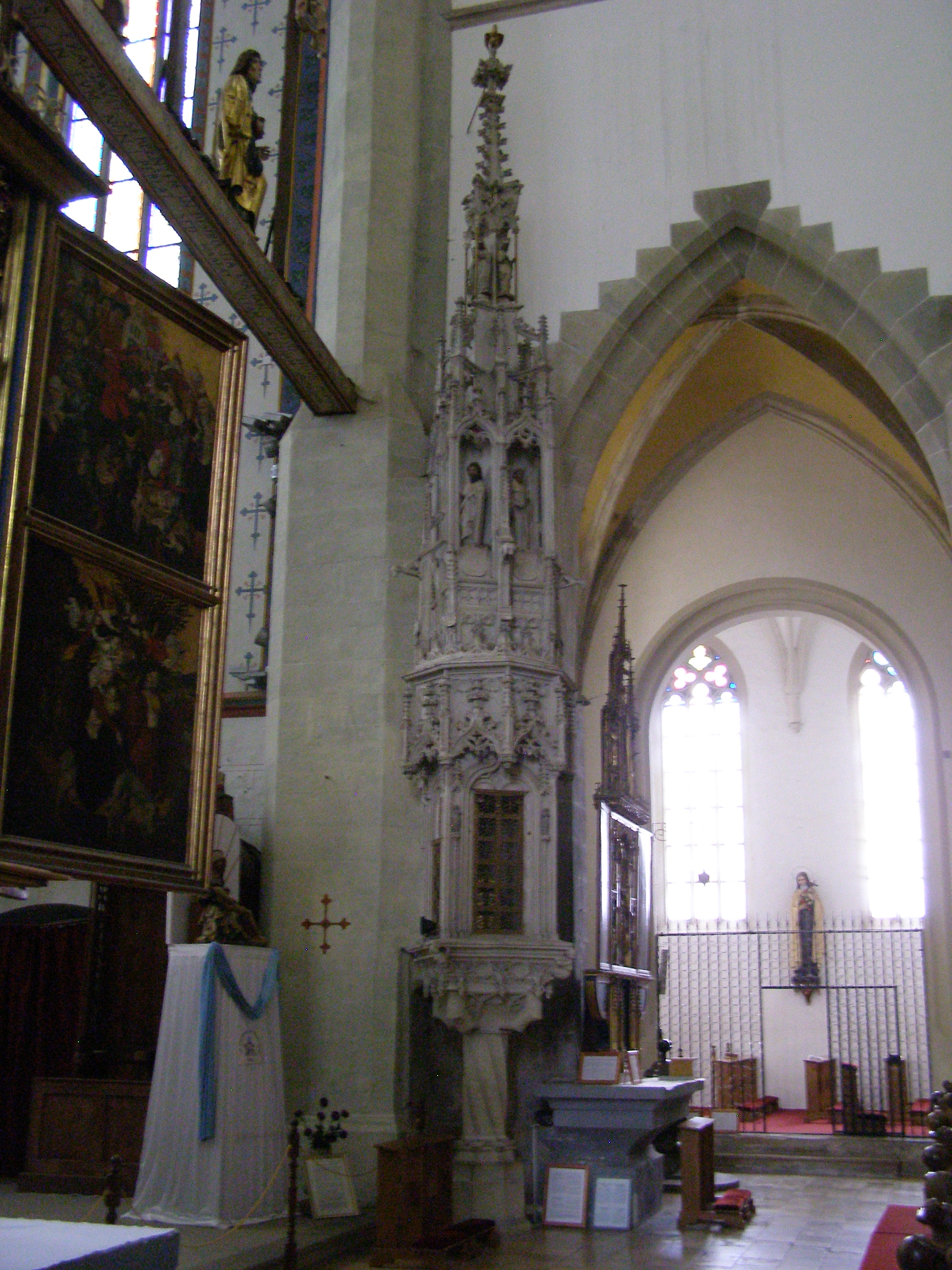
Basilique Saint-Gilles à Bardejov, Slovaquie

Les pastophoria (en grec byzantin παστοφόρια) sont dans les églises chrétiennes orientales, qui se basent sur les Constitutions apostoliques (2.57.3), un terme qui désigne la sacristie située à l'extrémité orientale d'une église.
Le terme est avant tout utilisé pour les églises chrétiennes orientales et plus particulièrement celle orthodoxe. Le terme désigne à l'origine dans l'empire byzantin les deux annexes liturgiques qu'on trouve en général dans une basilique paléochrétienne de part et d'autre de l'abside (ou parfois rejetées le long des extrémités Nord et Sud des nefs latérales, soit à l'Est au niveau de l'abside, soit à l'Ouest à hauteur du narthex) : le diakonikon ou skeuophylakion, sorte de vestiaire et vaissellier du clergé d'une part, et la prothesis, l'endroit où sont conservées les espèces pour l'eucharistie, d'autre part.